# 大円寺 (文京区)
- 大円寺（新字体）
- 大圓寺（旧字体）

大円寺（だいえんじ）は、東京都文京区向丘にある曹洞宗の寺院。山号は金龍山。ほうろく地蔵の寺として知られる。本堂には高村光雲ゆかりの七観音がまつられ、十万三世一切仏の道場となっている。また、織田秀雄の供養塔や、石河、北畠、星合、依田などの墓が現存している。

## 歴史
この寺は、慶長2年（1597年）石河勝政の開基、久山正雄の開山により神田柳原に創建されたという。その後、慶安2年（1649年）現在地に移った。昭和の初め、高村光雲によって七観音の尊像が造立されたが戦災で焼失、後に門下生によって復元された。

## 文化財

### 国指定史跡
- 高島秋帆墓

### 文京区指定史跡
- 斎藤緑雨墓

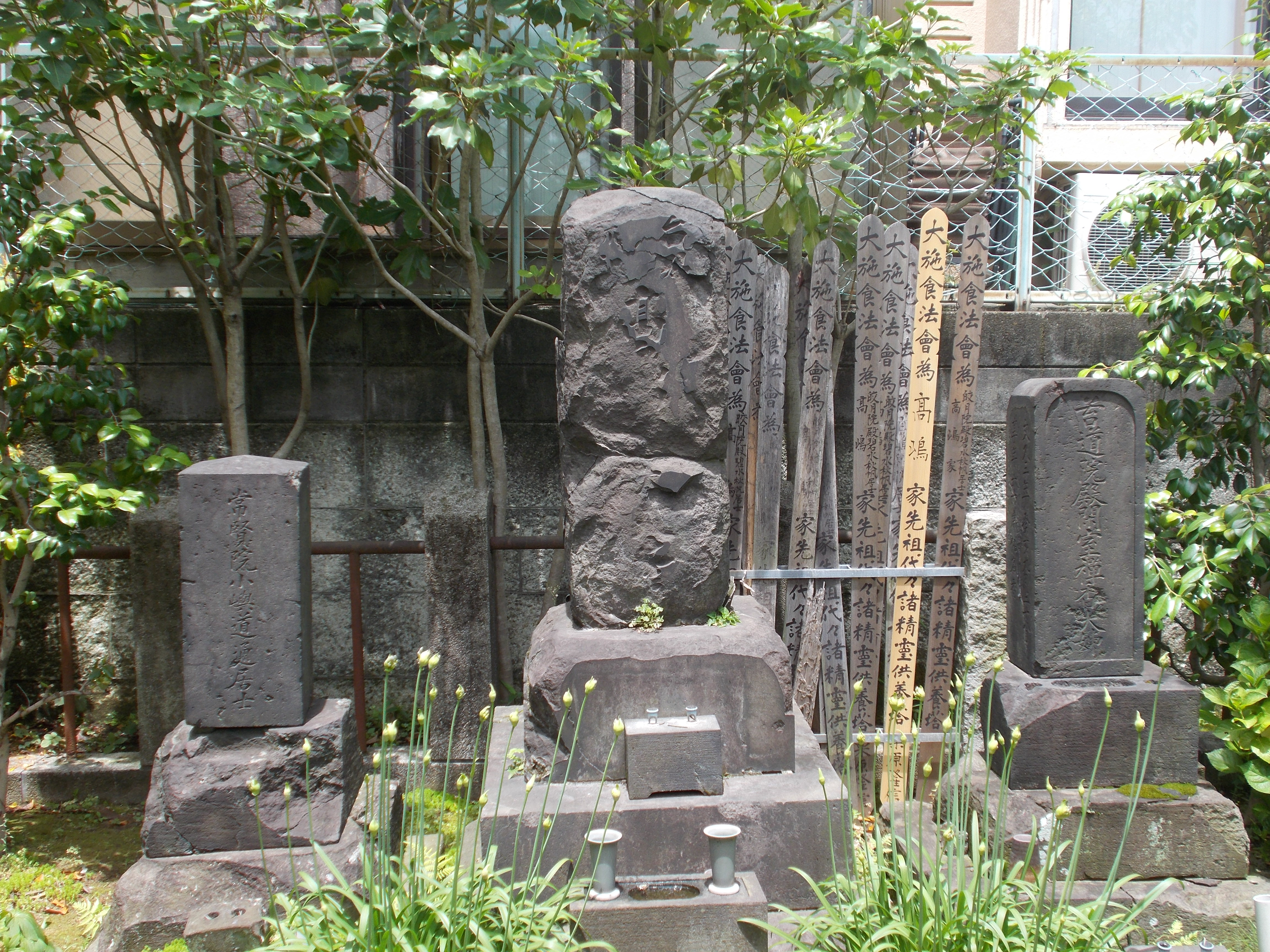
高島秋帆の墓